# Dieter Müller (Hotelier)
Dieter Müller (* 1954 in Saarbrücken) ist ein deutscher Hotelier. 

## Leben
Müller, Sohn eines Klempners, machte eine Ausbildung zum Groß- und Einzelhandelskaufmann bei BMW im Saarland. 1975 wechselte er in die Hotellerie und arbeitete bei der französischen Accor-Gruppe, die weltweit mit den Marken Etap, Ibis und Novotel vertreten ist. Ab 1980 war er als Finanzchef für die Märkte in Deutschland, Österreich und der Schweiz tätig. 1984 wurde er Vorstandsvorsitzender der Accor Gastronomie AG in Düsseldorf. 
Nach zwölf Jahren bei Accor machte sich Müller 1987 selbständig. Gemeinsam mit John F. Herminghaus, seinerzeit Accor-Chef Deutschland, Österreich und Schweiz, übernahm er 1987 drei markenlose Accor-Häuser und formte daraus Astron Hotels, die drittgrößte Stadthotelgruppe in Deutschland. Er übernahm auch das Golfresort Achental. 1993 wurde er Vorstandsvorsitzender. Es zeigte sich, dass für internationales Wachstum die Finanzkraft fehlte. Der nationale Markt wurde eng, die Konkurrenz durch Mitbewerber immer größer. Auch unterschieden sich die Hotels nicht wesentlich von denen der Mitbewerber.
Im Jahre 2000 gründete er die Hotelkette Motel One. 2002 verkaufte Müller Astron Hotels mit 54 Hotels und über 8000 Zimmern an den spanischen NH-Konzern für einen Kaufpreis von 95 Millionen Euro.
Sein Sohn Daniel Müller übernahm Anfang 2021 seinen Platz in der Geschäftsleitung von Motel One, Dieter Müller, wechselte in den Aufsichtsrat.
Im Mai 2021 eröffnete Müller in seinem Hotel Achental mit Küchenchef Edip Sigl das Restaurant Es:senz, das 2022 mit zwei und 2024 mit drei Michelinsternen ausgezeichnet wurde.
Anfang 2022 kaufte Dieter Müller den Chiemgauhof am Chiemsee, ließ ihn abreißen und durch einen Neubau ersetzen; die Pläne stammen vom Mailänder Architekten Matteo Thun. Der neue Chiemgauhof soll Ende 2024 eröffnen, mit 28 Zimmern und Suiten.
Im Frühjahr 2025 verkauft er die Mehrheit an seinem Unternehmen Motel One. Der europäische Finanzinvestor PAI Partners übernimmt 80 Prozent am operativen Geschäft der Münchner Hotelkette. Müller bleibt Unternehmenschef – zudem verbleibt der zuletzt abgespaltene Immobilienarm der Gruppe bei ihm.

## Privates
Müller ist zum zweiten Mal verheiratet. Er lebt in Münsing.

## Auszeichnungen
- 2009 Hotelier des Jahres
- 2012 Hospitality Innovation Award